# François Marius Granet
François Marius Granet (Ais de Provença, 17 de desembre de 1777 - 21 de novembre de 1849). Pintor francès d'estil neoclàssic.

## Biografia
Fill d'un comerciant, tenia grans desigs de ser artista des de jove, que van conduir als seus pares a introduir-ho, després d'un ensenyament preliminar amb un artista italià, en una escola lliure d'art dirigida per M. Constantin, un pintor de paisatges d'una certa reputació. El 1793, Granet va seguir els voluntaris d'Ais al setge de Toló, al final del setge, va obtenir feina com a decorador a l'arsenal. El 1796 s'instal·la a París on es fa pupil de Jacques-Louis David i es guanya la vida fent murals. Es va traslladar l'any 1802 a Roma on es va dedicar a dibuixar els antics monuments i l'escenes de la vida dels artistes. També es va fer conèixer al clergat treballant en els interiors de les esglésies i convents, en un estil de tonalitat molt fosca contràriament a la formació rebuda que era l'estil neoclàssic. L'any 1809 Ingres va pintar el seu retrat.
Va tornar a París i el 1829 és designat conservador del Museu del Louvre, i també de la col·lecció del Palau de Versalles el 1830.
Es va retirar a Ais després de la revolució de 1848. A la seva mort el 1849, el contingut del seu taller, els seus dibuixos i les seves col·leccions d'art holandès i italià del segle de XVII es van donar a la ciutat d'Ais i constitueixen la base del Museu Granet inaugurat el 1838.
Les col·leccions del Museu Granet ofereixen una bona representació de l'etapa romana d'aquest artista i també testimonien la seva estreta relació amb David (Retrat d'un noi)) i Ingres (Retrat de Granet, Júpiter i Tetis)
També s'hi conserva un retrat escultòric de Granet obra de Jean-François Legendre-Heral.

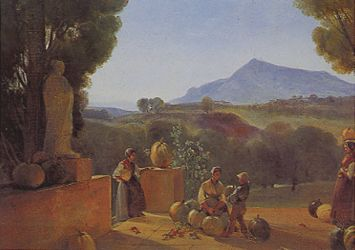
La Récolte des citrouilles à la Bastide de Malvalat (1796) Museu Granet, Ais de Provença
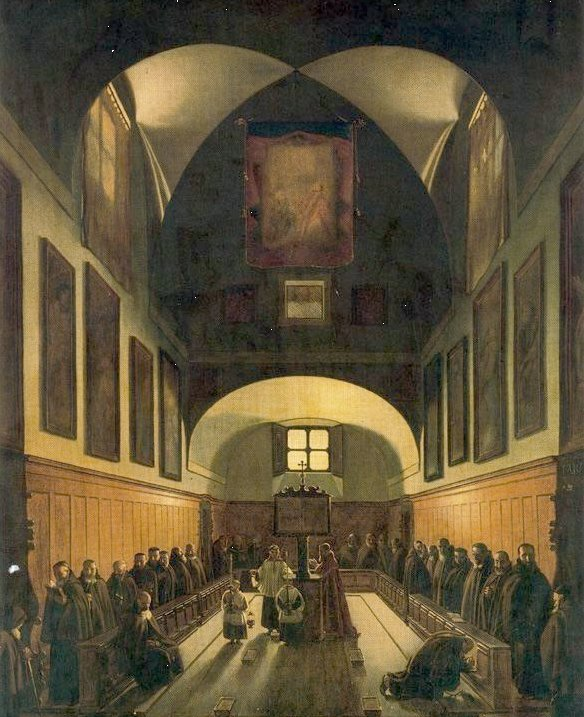
Le Chœur de la Chapelle des Capucins à Rome (1808)
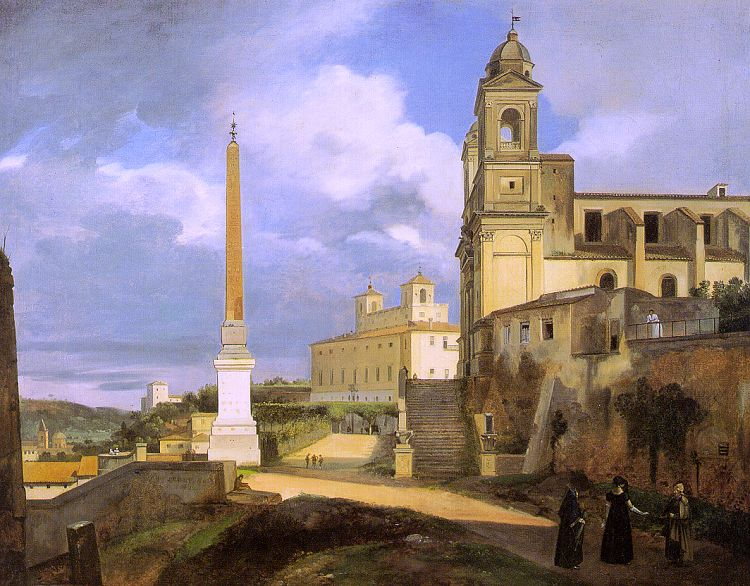
La Trinité-des-Monts et la Villa Médicis, à Rome (1808) Museu del Louvre, Paris
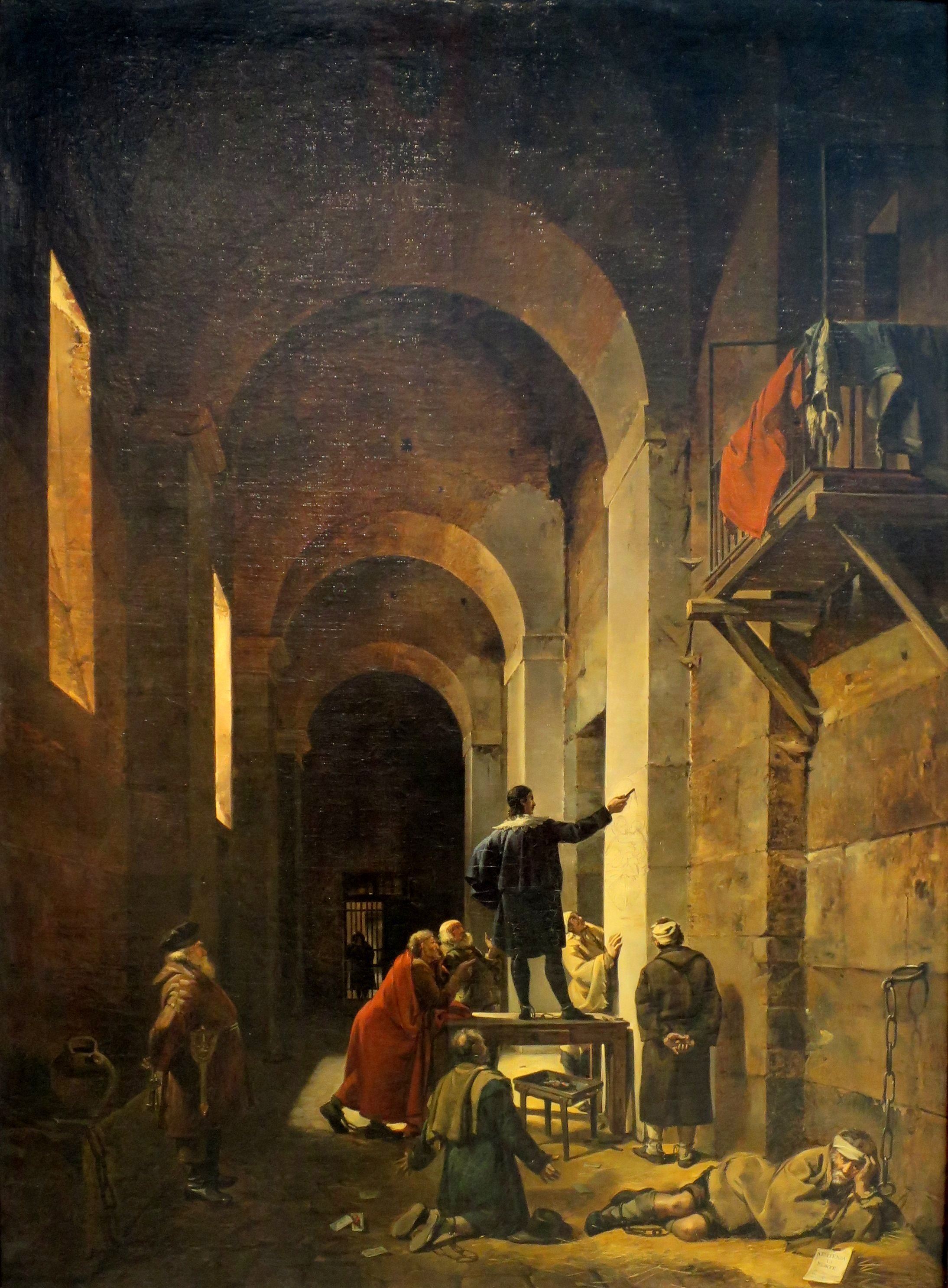
Stella en prison (1810) Museu Pouchkin, Moscou